# پیر کلاور بونیمپا
پیر کلاور بونیمپا (انگلیسی: Pierre Claver Mbonimpa؛ زادهٔ ۱۰ اکتبر ۱۹۵۰) فعال حقوق بشر اهل بوروندی است. بونیمپا انجمن حفاظت از حقوق بشر و افراد متهم را به نام (APRODH) در اوت ۲۰۰۱ تأسیس کرد.
وی همچنین برندهٔ جوایزی همچون جایزه مارتین انالز شده‌است.

## زندگی‌نامه
بونیمپا قبل از اینکه انجمن (APRODH) را تأسیس کند به عنوان خدمتکار دولت در وزارت اقتصاد و امور مالی بوروندی مشغول به کار بود. سپس به عنوان افسر پلیس برای پلیس هوایی و گمرک خدمت کرد. هنگام کار در سمت افسر پلیس هوایی گمرک متهم به حمل اسلحه غیرقانونی شد و دو سال را از ۱۹۹۴تا ۱۹۹۶ در زندان مرکزی مپیمبا گذراند. در طول این دو سال حبس، بونیمپا اغلب مورد شکنجه و ضرب و شتم قرار گرفت و این تجربه ای بود که الهام بخش او برای تأسیس انجمن (APRODH) شد.
در سال ۱۹۹۵، پس از یک سال سپری کردن زندان، او به فکر ایجاد یک سازمان غیرانتفاعی و درهمکاری با دو زندانی دیگر افتاد و مقاله‌هایی را برای انجمن دفاع از حقوق زندانیان نوشت. پس از مشاهده وضعیت زندگی در زندان و سوءاستفاده‌هایی که از همه نژادها و گروه‌های قومی صورت می‌گرفت، هدف انجمن را برای محافظت از حقوق همه زندانیان مشخص کرد.

## فعالیت‌های حقوق بشری
بونیمپا انجمن حفاظت از حقوق بشر و افراد متهم را به وجود آورد؛ آن‌ها نه تنها به تلاش برای حمایت از حقوق اساسی همه زندانیان پرداختند، بلکه برای حمایت از ۹۰۰۰ نفر یا افرادی که برای سالیان بدون محاکمه در زندان به سر می‌برند، به مبارزه برخاستند. آن‌ها همچنین برای جلوگیری از اعمال شکنجه و خشونت جنسی و همچنین حفاظت از کودکانی که در سیستم جنایی گرفتار هستند تلاش می‌کنند.
بوروندی بازداشتگاهی برای نوجوانان و کیس‌های جنایی ندارد و کودکان بالای ۱۵ سال در سیستم قضایی بزرگسالان محاکمه می‌شوند. اگر چه به‌طور قانونی کودکان زیر سن مجاز نباید در زندان بمانند، اما به دلیل جنگ داخلی و ناآرامی‌ها، بسیاری از این کودکان به هر حال در زندان مانده‌اند. در زندان پیمپا فرزندان زنان و مردان زندانی نمی‌توانند جداگانه از اولیایشان زندگی کنند؛ این شامل فرزندان زنانی است که در زندان هستند، یا اغلب کودکانی که در زندان متولد می‌شوند.

### دستگیری و تیراندازی
در ۱۵می ۲۰۱۴، پیر کلاور بونیمپا بار دیگر در بوجومبورا بازداشت شد. پس از محاکمه، مقامات دادستانی به او هشدار دادند که امنیت، امنیت داخلی و خارجی را به مخاطره می‌اندازد و ۱۰ روز زودتر در رادیو به دروغ پراکنی پرداختند. اظهارات و شایعات مربوط به کیفرخواستی است که این گروه را متهم می‌کند جوانان را مسلح کرده و برای آموزش نظامی به کشور همسایه جمهوری دموکراتیک کنگو فرستاده‌است.
دستگیری و آزار و سرکوب فعالان حقوق بشر توسط سازمان دیده‌بان حقوق بشر مورد توجه قرار گرفته‌است.
بونیمپا مخالف پیر انکورونزیزا رئیس‌جمهور بوروندی است و و در ماه فوریه ۲۰۱۳میلادی برای سومین بار در سال ۲۰۱۵ خود را کاندید ریاست جمهوری کرده و بونیمپا نارضایتی خود را برای این که برای سومین بار به قدرت برسد اعلام کرده‌است. بونیمپا در ۳ اوت ۲۰۱۵ در بوجومبر به او شلیک شد و او به شدت زخمی شد، برخی معتقدند که این حمله به عنوان تلافی برای ترور ژن آدولف شیمی ریمانا، یک متحد کلیدی انکورونزیزا که یک روز قبل کشته شد بوده‌است. در ۹ اوت، بونیمپا، که با زخم گلوله ای که به صورتش خورده بود مجروح شده و از آن رنج می‌برد، برای مداوا به بلژیک رفت.
داماد خانواده بونیمپا در اکتبر ۲۰۱۵ کشته شد و پسرش در تاریخ ۶ نوامبر ۲۰۱۵، پس از دستگیری کشته شد.